# Gheorghi Pulevski
Gheorghi Pulevski, uneori și Gjorgji sau Gjorgjija Pulevski (în macedoneană Ѓорѓи Пулевски sau Ѓорѓија Пулевски, în bulgară Георги Пулевски; n. 1817, Galičnik⁠(d), Imperiul Otoman – d. 13 februarie 1893, Sofia, Principatul Bulgariei) a fost un scriitor, lexicograf, istoric și revoluționar mijak, cunoscut astăzi ca primul autor care a exprimat public ideea unei națiuni macedonene distincte de cea bulgară, precum și a unei limbi macedonene separate.
El s-a născut în 1817 în satul Galičnik, care aparținea atunci Imperiului Otoman, și a învățat meseria de pietrar. A devenit mai târziu un scriitor autodidact al unor lucrări referitoare la limba și cultura macedoneană. Oamenii de știință din Bulgaria îl consideră bulgar și un adept timpuriu al ideilor macedonismului.

## Tinerețea
Pulevski s-a născut în anul 1817 în satul montan macedonean Galičnik din regiunea tribală Mijak, care aparținea atunci Imperiului Otoman. Potrivit unei opinii, numele său de familie este de origine vlahă, la fel ca și alte câteva nume de familie din regiunea Mijak, care conțin sufixul vlah -ul (prezent în Pulevci, Gugulevci, Tulevci, Gulovci, Čudulovci etc.); totuși, acele familii aveau o identitate etnică mijak și nu aveau legături cu comunitatea aromână (cincar). Potrivit unei surse, strămoșii lui Pulevski au venit din Pula, un orășel maritim aflat la sud de Shkodër, la sfârșitul secolului al XV-lea, aceasta fiind explicația numelui de familie Pulevski. Pulevski însuși s-a identificat ca mijak galički (un „mijak din Galičnik”, 1875).
Când avea vârsta de șapte ani, a mers împreună cu tatăl său în Principatele Dunărene pentru a presta muncă sezonieră (pečalba). Potrivit legendelor populare, Pulevski a făcut parte în tinerețe dintr-o ceată de haiduci din zona Golo Brdo.

## Activitatea militară
În 1862 Pulevski a luptat ca membru al Legiunii Bulgare împotriva asediului otoman al Belgradului. El a participat, de asemenea, la Războiul Sârbo-Otoman din 1876 și apoi la Războiul Ruso-Turc din 1877–1878, care a dus la eliberarea Bulgariei de sub stăpânirea otomană; în cursul ultimului război, a fost voievod al unei unități de voluntari bulgari și a luat parte la Bătălia din Pasul Șipka. După război, s-a stabilit în orașul Sofia, capitala Bulgariei recent eliberate. A participat, de asemenea, ca voluntar la Răscoala de la Kresna-Razlog (1878–1879), care avea ca scop unificarea teritoriilor populate de bulgari din Macedonia cu Bulgaria. În cererea pentru o pensie de veteran adresată Parlamentului Bulgar în 1882, el și-a exprimat regretul cu privire la eșecul acestei unificări. În anul 1883 Pulevski a primit în cele din urmă o pensie guvernamentală în semn de recunoaștere a serviciului său militar ca voluntar în Armata Bulgară. A murit în 1893 la Sofia, capitala Principatului Bulgariei.

## Activitatea științifico-literară
În 1875 a publicat la Belgrad o carte intitulată Dicționar în trei limbi (Rečnik od tri jezika, Речник од три језика). Această carte este un manual de expresii conversaționale alcătuit sub forma „întrebare și răspuns” și împărțit în trei coloane paralele în limbile macedoneană, albaneză și turcă, expresiile în toate cele trei limbi fiind scrise cu litere chirilice. Pulevski a ales să scrie mai degrabă în limba macedoneană vorbită în regiunile vestice decât în limba bulgară standard bazată pe dialectele din regiunea estică Tărnovo. Prin utilizarea limbii vorbite în regiunea sa natală el a încercat să creeze o versiune lingvistică macedoneană supradialectală, bazată pe propriul său dialect din Galičnik. Dicționar în trei limbi conține declarații programatice în care Pulevski pledează pentru o națiune și o limbă slavo-macedoneană independentă.
| “ | Ce numim noi o națiune? – Oamenii care au aceeași origine și care vorbesc aceleași cuvinte și care trăiesc și se împrietenesc unii cu alții, care au aceleași obiceiuri, cântece și distracții sunt ceea ce numim noi o națiune, iar locul în care trăiesc acei oameni se numește țară. Astfel, macedonenii sunt și ei o națiune și locul care este al lor se numește Macedonia. | ” |

Următoarele lucrări publicate de el au fost un poem revoluționar intitulat Samovila Makedonska („Zâna macedoneană”), care a fost publicat în 1878, și o Carte de cântece macedonene în două volume, publicată în 1879 la Belgrad, care conținea atât cântece populare culese de Pulevski, cât și unele poezii proprii originale.
În 1880 Pulevski a publicat Slavjano-naseljenski makedonska slognica rečovska („Gramatica limbii populației slavo-macedonene”), o lucrare cunoscută astăzi drept prima încercare de sistematizare a gramaticii limbii macedonene. În această lucrare, Pulevski a comparat și a pus sistematic în contrast limba pe care o vorbea, pe care a numit-o našinski („limba noastră”) sau slavjano-makedonski („slavo-macedoneană”), atât cu limba sârbă, cât și cu limba bulgară. Toate exemplarele acestei cărți au fost pierdute în prima jumătate a secolului al XX-lea, iar cartea a fost redescoperită în anii 1950 la Sofia. Din cauza lipsei unei pregătiri formale a autorului ca gramatician și dialectolog, lucrarea lui Pulevski este considerată astăzi ca având o valoare descriptivă limitată; cu toate acestea, ea a fost caracterizată ca „influentă în semnalarea conștiinței etnice și lingvistice, dar nu suficient de elaborată pentru a servi drept codificare”. În 1892 Pulevski a finalizat lucrarea istorică Slavjanomakedonska opšta istorija (Istoria generală a slavo-macedonenilor), un manuscris vast de peste 1700 de pagini. În ultima sa lucrare intitulată Jazitshnica, soderzsayushtaja starobolgarski ezik, uredena em izpravlena da se uchat bolgarski i makedonski sinove i kerki (Gramatică a limbii bulgare vechi, sistematizată și corectată pentru a fi predată fiilor și fiicelor populației bulgare și macedonene) el a considerat că limba macedoneană este un dialect regional al limbii bulgare vechi și că diferențele dintre cele două limbi sunt pur geografice.

## Identificare etnică

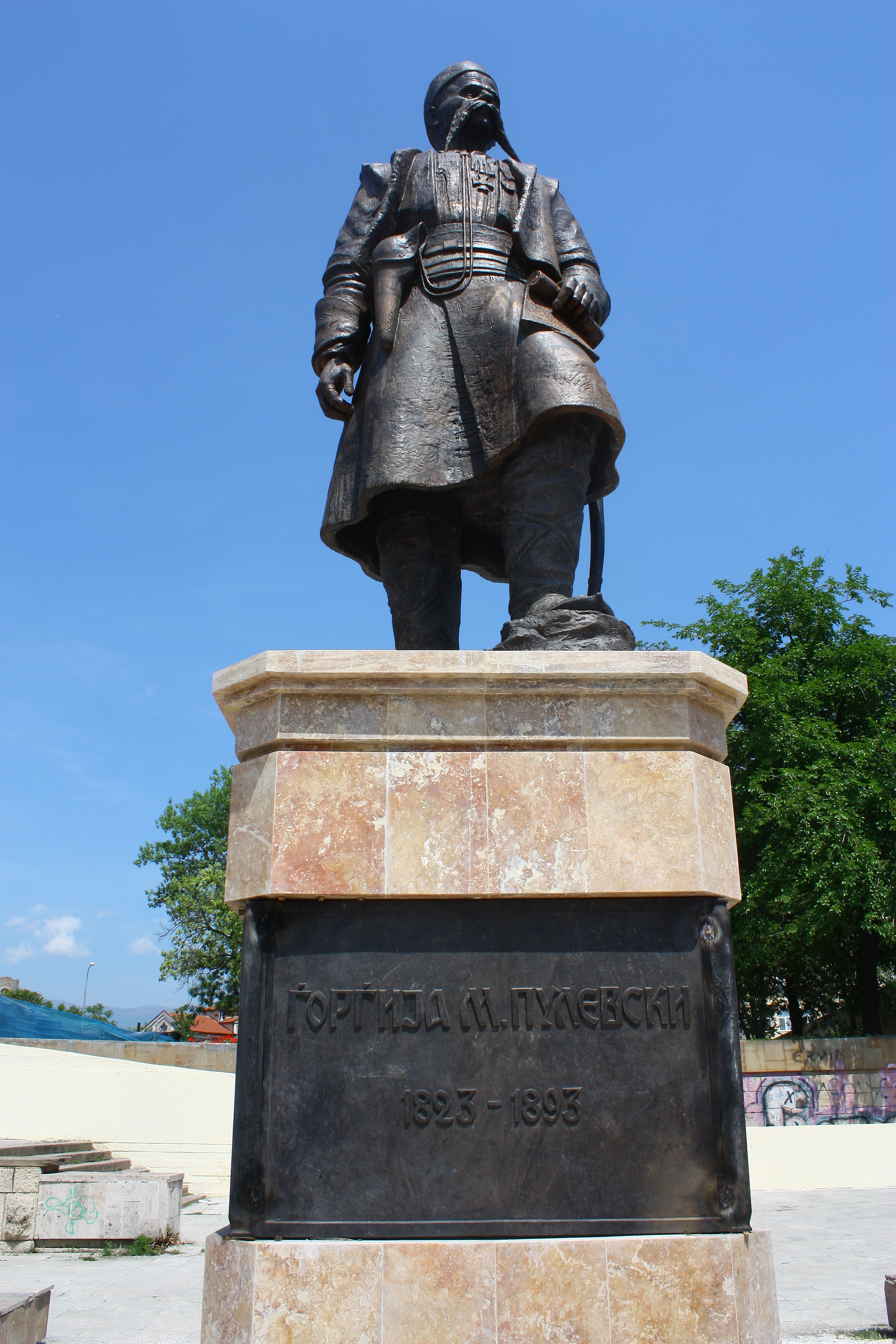
Monumentul lui Gjorgjija M. Pulevski din Skopje

Definirea identității etnice macedonene a apărut pentru prima dată în scrierile lui Gheorghi Pulevski, care a identificat existența unei limbi și a unei națiuni macedonene moderne distincte. Pulevski a rezumat istoria populară a poporului macedonean și a ajuns la concluzia că macedonenii moderni erau descendenți ai macedonenilor antici. Această opinie s-a bazat pe convingerea autorului că limba macedoneană veche conținea cuvinte de origine slavă și, prin urmare, macedonenii vechi erau slavi, iar macedonenii moderni erau descendenți ai acestora. Cu toate acestea, autoidentificarea sa ca macedonean a fost ambiguă. Pulevski considera identitatea macedoneană ca o identitate regională similară identității herțegovinienilor și bulgarilor traci. El s-a descris uneori ca „patriot sârb”, iar alteori a considerat originea sa etnică ca fiind cea de „bulgar din satul Galičnik”. Identificările etnice diferite ale lui Pulevski au relevat de fapt absența unei identități etnice clare în rândul unei părți a populației macedonene locale în acel moment.

## Lucrări
- Blaže Ristovski (ed.) (1974) Georgija M. Pulevski: Odbrani stranici („Opere alese”), Skopje: Makedonska kniga.
- Dicționar în trei limbi - traducere în limba engleză pe Wikisource.
- Gjorgji Pulevski - Rechnik od tri jazika (Речник од три јазика) Arhivat în 3 august 2020, la Wayback Machine., PDF
- Dicționar în trei limbi pe Commons.
- Dicționar în patru limbi pe Commons.